# I Am a Lonesome Hobo
«I Am a Lonesome Hobo» es una canción del músico estadounidense Bob Dylan, publicada en el álbum de estudio John Wesley Harding. 
La letra de la canción detalla a un hombre que admite abiertamente ser un vagabundo después de «haber probado mi mano en el soborno, el chantaje y el engaño» pero que, sin embargo, «ha servido para todo, excepto para la mendicidad en la calle». La escritura de Dylan a menudo se inclina hacia baladas que presentan a los oyentes la oportunidad de meterse en la mente de marginados sociales, una perspectiva que la gente común suele malinterpretar o pasar por alto. Este «vagabundo» lo ha visto todo, siendo una vez un hombre egoísta y rico incapaz de confiar en nadie, incluyendo su propio hermano. El aislamiento del vagabundo comienza no solo con la pérdida de su riqueza, sino con el efecto que la riqueza tiene sobre él en primer lugar.

## Personal
- Bob Dylan: voz, guitarra acústica y armónica
- Charlie McCoy: bajo
- Kenneth Buttrey: batería